# اتحاد غوادلوب لكرة القدم
اتحاد جزر جوادلوب لكرة القدم هو اتحاد كرة قدم تأسس في عام 1961م وإنضم إلى اتحاد أمريكا الشمالية لكرة القدم في 1964م.

## روابط إضافية
- www.lgf.asso.fr/ الموقع الرسمي